# Армандо Кальво
Армандо Паскуаль Кальво Лесп'єр (ісп. Armando Pascual Calvo Lespier; 25 грудня 1919, Сан-Хуан, Пуерто-Рико — 6 липня 1996, Мехіко) — мексиканський актор іспанського походження.

## Життєпис
Народився 25 грудня 1919 року у місті Сан-Хуан на острові Пуерто-Рико в родині іспанського актора Хуана Кальво (1892—1962) та Мінерви Лесп'єр Гарсії. Його брат від подальшого шлюбу батька — актор і режисер Маноло Гарсія (1927—1987).
Акторську кар'єру розпочав у 5-річному віці на театральній сцені. Наприкінці 1930-х років почав зніматися в кіно, граючи в іспанських та італійських фільмах. Успіх принесла головна роль у романтичній драмі «Скандал» (1943) за романом Педро Антоніо де Аларкона. Не менш успішними стали ролі поета Хосе де Еспронседи в однойменному біографічному фільмі (1945) та лейтенанта Мартіна Кересо в історичній драмі «Останній з філіппінців» (1945) за участі Фернандо Рея.
1946 року прийняв запрошення мексиканського продюсера Грегоріо Валерштейна на одну з головних ролей у драмі «Жінка для всіх» з Марією Фелікс. Стрічка зазнала великого успіху, тож актор вирішив залишитися у Мексиці, одночасно продовжуючи зніматися в Іспанії та Італії. Також успішними стали його роботи у мексиканських фільмах «Приватне життя Любого Друга» (1947), «Ангел чи демон» (1947), «Троянський дім» (1948), «Акапулько» (1952), «Невірні» (1953), «Дика природа» (1954), в іспанській музичній мелодрамі «Останній куплет» (1957) з Сарою Монтьєль та комедії Лучо Фульчі «Злодії» (1959). Пізніше почав зніматися у серіалах, серед яких «Колоріна», «Дім, який я пограбувала», «Дика роза» та «Карусель».
1958 року одружився з Марією-Терезою Фрігос Моска. Шлюб тривав недовго і завершився розлученням. 1961 року одружився з німкенею Урсулою, яка народила йому дев'ятеро дітей.
Армандо Кальво помер 6 липня 1996 року у Мехіко від серцевої недостатності в 76-річному віці.

## Фільмографія
| Рік       |   | Українська назва                        | Оригінальна назва                    | Роль                      |
| --------- | - | --------------------------------------- | ------------------------------------ | ------------------------- |
| 1939      | ф | Веселий геній                           | El genio alegre                      | Антоньїто                 |
| 1940      | ф | Любов гусара                            | Amore di ussaro                      | Карлос                    |
| 1941      | ф | Земля і небо                            | Tierra y cielo                       | Хуан Ернесто Флорін       |
| 1942      | ф | У стилі Гойї                            | Goyescas                             | Луїс Альфонсо де Нуевалос |
| 1942      | ф | Індійська пошта                         | Correo de Indias                     | віцекороль Перу           |
| 1943      | ф | Скандал                                 | El escándalo                         | Фабіо Конде               |
| 1944      | ф | Життя починається опівночі              | La vida empieza a medianoche         | Рікардо                   |
| 1944      | ф | Чоловік, який змушує закохуватися       | El hombre que las enamora            | Едуардо                   |
| 1945      | ф | Еспронседа                              | Espronceda                           | Хосе де Еспронседа        |
| 1945      | ф | Останній з філіппінців                  | Los últimos de Filipinas             | лейтенант Мартін Кересо   |
| 1946      | ф | Жінка для всіх                          | La mujer de todos                    | капітан Хорхе Серральде   |
| 1949      | ф | Отрута                                  | La venenosa                          | Луїс де Севілья           |
| 1947      | ф | Приватне життя Любого Друга             | Bel Ami                              | Хорхе Дурой               |
| 1947      | ф | Ангел чи демон                          | Ángel o demonio                      | Габріель Арайса           |
| 1948      | ф | Троянський дім                          | La casa de la Troya                  | Херардо Роке              |
| 1949      | ф | Жінка під вуаллю                        | La dama del velo                     | Естебан Наварро           |
| 1951      | ф | Стиглий ананас                          | Piña madura                          | Леонардо Перес            |
| 1951      | ф | Мій чоловік                             | Mi marido                            | Густаво Дуарте Луке       |
| 1951      | ф | Гора благочестя                         | Monte de piedad                      | дон Маріо де Кордова      |
| 1952      | ф | Акапулько                               | Acapulco                             | Рікардо Серрано           |
| 1952      | ф | Сусідський соловей                      | El ruiseñor del barrio               | Герман Рікарді            |
| 1952      | ф | Донья Францискіта                       | Doña Francisquita                    | Фернандо                  |
| 1953      | ф | Невірні                                 | Las infieles                         | Рафаель                   |
| 1953      | ф | Чого не можна пробачити!                | ¡Lo que no se puede perdonar!        | Хорхе дель Ріо            |
| 1953      | ф | Ти мав би бути циганом                  | Gitana tenías que ser                | сеньйор Кальво            |
| 1954      | ф | Дика природа                            | Romance de fieras                    | Рікардо Нарваес           |
| 1954      | ф | Вулиця закоханих                        | La Calle de los amores               | Аркадіо Міранда           |
| 1955      | ф | Ваше життя в моїх руках                 | Tu vida entre mis manos              | доктор Роберто Алонсо     |
| 1955      | ф | Безбожники                              | El pueblo sin Dios                   | падре Фернандо            |
| 1955      | ф | Сила пристрасті                         | La fuerza del deseo                  | Артуро                    |
| 1956      | ф | Чоловік, який хотів бути бідним         | El hombre que quiso ser pobre        | Хорхе Деваль              |
| 1956      | ф | Гнів любові                             | Ultraje al amor                      | Хуліо Солер               |
| 1956      | ф | Заборонені поцілунки                    | Besos prohibidos                     | доктор Даніель Солорсано  |
| 1957      | ф | Останній куплет                         | El último cuplé                      | Хуан Контрерас            |
| 1957      | ф | Діана-мисливиця                         | La Diana cazadora                    | доктор Луїс Новоа         |
| 1958      | ф | Возлюби ближнього свого                 | Ama a tu prójimo                     | доктор Рікардо Луго       |
| 1958      | ф | Стіна                                   | La muralla                           | Хорхе Антенар             |
| 1959      | ф | Вік спокуси                             | La edad de la tentación              | падре Рікардо Оліварес    |
| 1959      | ф | Вчорашня музика                         | Música de ayer                       | Карлос, граф Сан-Тельмо   |
| 1959      | ф | Злодії                                  | I ladri                              | Джо Кастаньято            |
| 1960      | ф | Кохання, яке я тобі подарував           | El amor que yo te di                 | Рікардо                   |
| 1960      | ф | Чоловік, який спізнився на потяг        | El hombre que perdió el tren         | Марселіно Лопес           |
| 1960      | ф | Таймі, донька рибалки                   | Thaimí, la hija del pescador         | Хав'єр                    |
| 1960      | ф | Орлак, пекло Франкенштейна              | Orlak, el infierno de Frankenstein   | інспектор Сантос          |
| 1962      | ф | Дзеркало відьми                         | El espejo de la bruja                | Едуардо Рамос             |
| 1963      | ф | Знак Зорро                              | Il segno di Zorro                    | генерал Гутьєррес         |
| 1963      | ф | Сором                                   | Bochorno                             | дон Луїс                  |
| 1965      | ф | Труна для шерифа                        | Una bara per lo sceriffo             | Лупе Рохо                 |
| 1966      | ф | Велика ніч Рінго                        | La grande notte di Ringo             | Хосе Мексиканець          |
| 1966      | ф | Рінго, обличчя помсти                   | Los cuatro salvajes                  | Фідель                    |
| 1966      | ф | Кримінал                                | Kriminal                             | Кандур                    |
| 1967      | ф | Агент Сігма 3: Місія Золота вода        | Agente Sigma 3: Missione Goldwather  | Карамесініс               |
| 1967      | ф | Два хреста на рівнині                   | Due croci a Danger Pass              | Моран                     |
| 1967      | ф | Містер Ікс                              | Mister X                             | Джордж Ламарро            |
| 1968      | ф | Прощавай, вбивце!                       | Killer, adios                        | Білл Брагг                |
| 1968      | ф | Двоє чоловіків, одна смерть             | Dos hombres van a morir              | Білл Андерсон             |
| 1968      | ф | Все для всіх                            | Tutto per tutto                      | Хосе Гомес                |
| 1968      | ф | Сатанинський                            | Satanik                              | Гонсалес                  |
| 1968      | ф | Пістолет для сотні могил                | Una pistola per cento bare           | епізод                    |
| 1969      | ф | Віва Америка!                           | ¡Viva América!                       | сенатор                   |
| 1972—1974 | с | Брати Корахе                            | Los hermanos Coraje                  | Педро Баррос              |
| 1972      | ф | Сумнів                                  | La duda                              | пріор Саратая             |
| 1972      | ф | Дім                                     | El caserío                           | Санті                     |
| 1973      | ф | Самотнє серце                           | Corazón solitario                    | Херардо                   |
| 1974      | ф | Кохання починається опівночі            | El amor empieza a medianoche         | Пако                      |
| 1974      | с | Художники Прадо                         | Los pintores del Prado               | Мурільйо                  |
| 1974      | ф | Процес Ісуса                            | Proceso a Jesús                      | глядач                    |
| 1974      | ф | Жінка з кабаре                          | Una mujer de cabaret                 | Хайме                     |
| 1976      | ф | Субота, дівчина, мотель. Повний бедлам! | Sábado, chica, motel ¡qué lío aquel! | Рікардо                   |
| 1977      | ф | Відмічена чоловіками                    | Marcada por los hombres              | Рамон                     |
| 1977      | ф | Бруд                                    | Fango                                | Андрес                    |
| 1979      | ф | Гвіана: Злочин століття                 | Guyana: Crime of the Century         | репортер                  |
| 1980      | ф | Розірване вухо                          | El oreja rajada                      | суддя                     |
| 1980—1981 | с | Колоріна                                | Colorina                             | Гільєрмо Альмасан         |
| 1980      | ф | Пісня цикади                            | El canto de la cigarra               | Хосе                      |
| 1981      | с | Дім, який я пограбувала                 | El hogar que yo robé                 | Гаспар Гарай              |
| 1981      | с | Сервантес                               | Cervantes                            | епізод                    |
| 1983      | с | Амалія Батіста                          | Amalia Batista                       | Даніель                   |
| 1984      | с | Принцеса                                | Principessa                          | Рамон                     |
| 1984      | ф | Ні Чана, ні Хуана                       | Ni Chana, ni Juana                   | Армандо                   |
| 1986      | с | Гора страждання                         | Monte Calvario                       | Антоніо                   |
| 1986—1987 | с | Шрами душі                              | Cicatrices del alma                  | дон Пако                  |
| 1987—1988 | с | Дика роза                               | Rosa salvaje                         | Себастьян                 |
| 1989—1990 | с | Карусель                                | Carrusel                             | дон Фермін #2             |
| —1994     | с | Марімар                                 | Marimar                              | Гаспар                    |

## Нагороди
CEC Awards
- 1946 — Найкращий актор (Останній з філіппінців).

Срібні кадри
- 1958 — Найкращий актор (Стіна).